# Новые Зимницы
Новые Зимницы — село в Старокулаткинском районе Ульяновской области России. Входит в состав Старокулаткинское городское поселение.
Расположено в 230 км от города Ульяновск.
Население - 628 (2010)

## География
Село находится в пределах Приволжской возвышенности, являющейся частью Восточно-Европейской равнины, при овраге Зимницы (бассейн реки Кулатка), на высоте около 150 метров над уровнем моря. Рельеф местности холмистый. В 2,2 км южнее села возвышается гора Шихан высотой 195,2 метра над уровнем моря. Расположенный в нескольких км западнее села водораздел рек Кулатка и Мостяк достигает высоты 270 и более метров над уровнем моря. В 2 км западнее села - широколиственный лес. Почвы - чернозёмы выщелоченные.
Село расположено в 8 км по прямой в юго-западном направлении от районного центра посёлка городского типа Старая Кулатка. По автомобильным дорогам расстояние до районного центра составляет 8,2 км, до областного центра города Ульяновска - 230 км, до ближайшей железнодорожной станции Кулатка (линия Сызрань — Сенная) - 32 км.
Часовой пояс
Новые Зимницы, как и вся Ульяновская область, находится в часовой зоне МСК+1. Смещение применяемого времени относительно UTC составляет +4:00.

## История
В Списке населённых мест Российской империи по сведениям за 1859 год упоминается как казённая деревня Зимницы Хвалынского уезда Саратовской губернии, расположенная при ключе Зимницком по правую сторону тракта из Хвалынска в квартиру второго стана на расстоянии 46 вёрст от уездного города. В населённом пункте насчитывалось 225 дворов, проживали 855 мужчин и 862 женщины, имелись 5 мечетей.
Согласно переписи 1897 года в Зимницах проживали 3083 жителей (1592 мужчины и 1491 женщина), из них магометан - 3060.
Согласно Списку населённых мест Саратовской губернии 1914 года Зимницы являлись центром Ново-Зимницкой волости. По сведениям за 1911 год в деревне насчитывалось 620 приписанных и 76 "посторонних" домохозяйств, в которых проживали 4106 приписанных и 376 "посторонних" жителя. В деревне проживали преимущественно бывшие государственные крестьяне, татары, составлявшие одно сельское общество.
Село вошло в состав района, когда он был образован в 1928 году, в составе Кузнецкого округа Средне-Волжского края.
С 1935 года — Куйбышевского края.
С 1936 года — Куйбышевской области.
С 1943 года — вошёл в состав новообразованной Ульяновской области.

## Население
Динамика численности населения по годам:
| Годы      | 1859 | 1897 | 1911 | 1989  | 2002 |
| --------- | ---- | ---- | ---- | ----- | ---- |
| Население | 1717 | 3083 | 4482 | ≈1100 | 715  |

| 2010 |
| ---- |
| 628  |

Национальный состав
Согласно результатам переписи 2002 года татары составляли 100 % населения села.

## Достопримечательности
- Могила шейха Хабибуллы-ишана Хансаварова[10][11][12].
- Несколько лет в Новых Зимницах проводятся «хансеваровские чтения»[13].

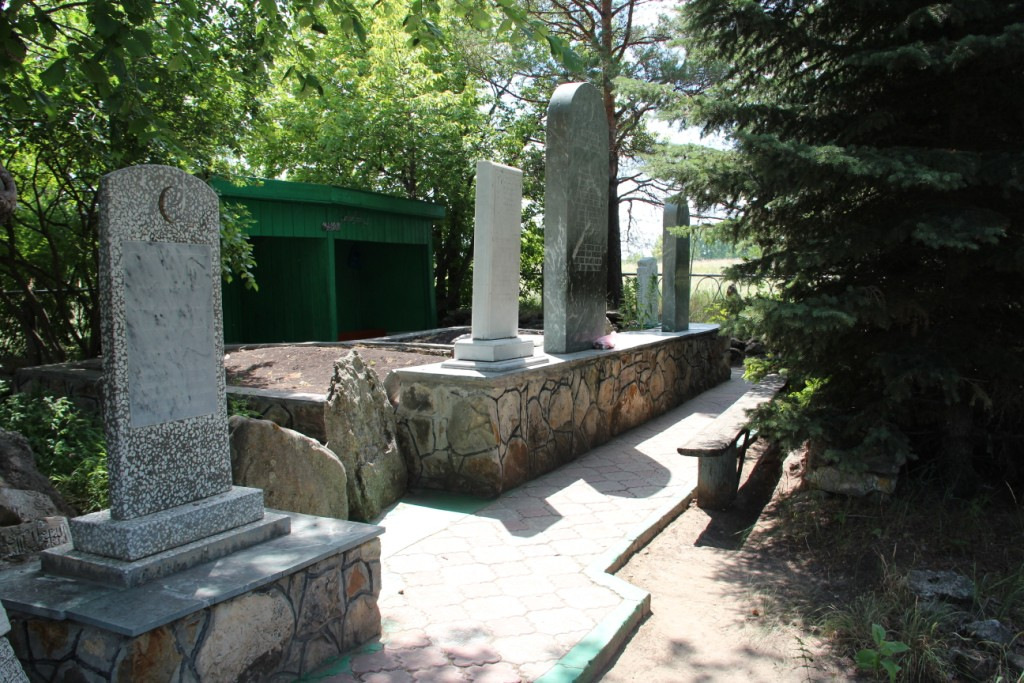
Могила ишана Хабибуллы Хансаварова, 1805-1897 гг.: старое татарское кладбище, Новые Зимницы.
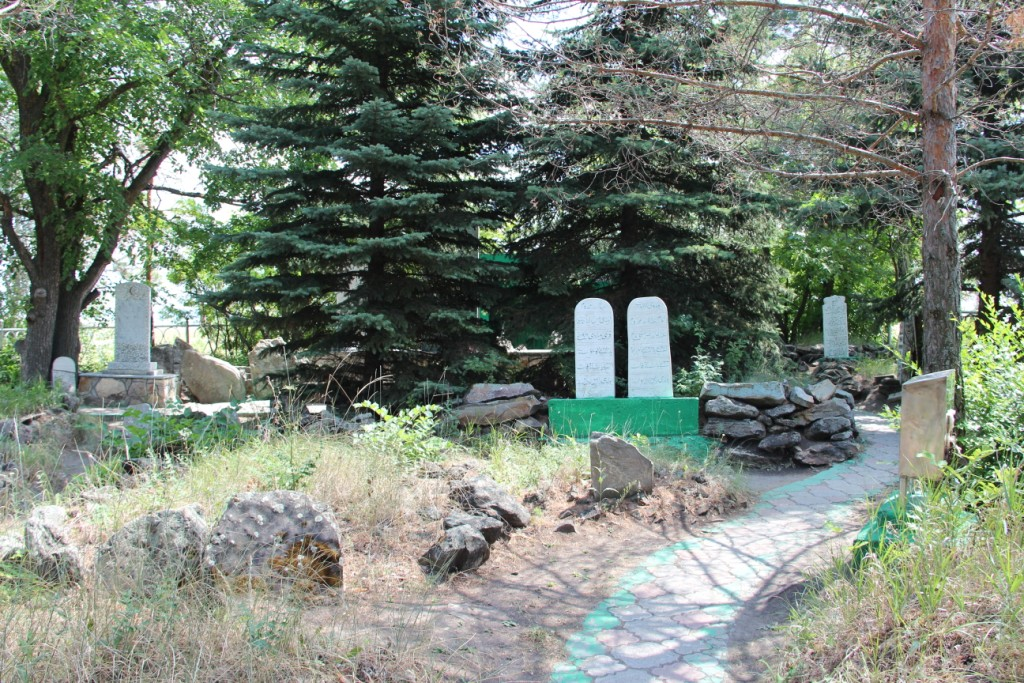
Могила ишана Хабибуллы Хансаварова, 1805-1897 гг.: (2).